# Welcome to the Rose Garden
『Welcome to the Rose Garden』（ウェルカム・トゥ・ザ・ローズ・ガーデン）は、T-SQUARE20枚目のアルバム。
1995年5月21日リリース。

## 解説
スクェア20枚目のアルバム。全9曲入。
スクェアにとって記念すべき節目のアルバム。ドラマー則竹裕之の提案により、レコーディングはロンドンのメトロポリス・スタジオで行われた。
2曲目「CROWN AND ROSES」、シングル「VICTORY」（1996年6月1日リリース）のカップリング曲となった3曲目「HISTORY」、変拍子の曲である6曲目「LANDSCAPE」、ハーモニカのサンプリング音を使った8曲目「THE AUTUMN OF '75」など、彼らの特色であるEWIリード担当曲が『S・P・O・R・T・S』以来、久々に過半数を占めたアルバム（9曲中6曲）。
本作は和泉宏隆作曲の8ビート曲「TRIUMPH」（フジテレビ系列『スーパー競馬』テーマ曲）で始まる。和泉の曲がアルバムのトップを飾るのは10枚目『R・E・S・O・R・T』以来。本曲は2019年3月29日で終了した『荒川強啓 デイ・キャッチ!』（TBSラジオ）内のコーナー、『ネットワークTODAY（JRN系列）』の中の「ジョージア "ほっと"インフォメーション」のスポーツニュースのテーマ曲として一時期使用された。
アルバムのラストには、同じく『R・E・S・O・R・T』の収録曲「PRIME」をダンスミュージック調にアレンジし、NHK『Jリーグ中継』のテーマ曲として使われた「PRIME TIME」が収録。これは元々、本田雅人が本作発売前年開催の、年末コンサートで披露するためアレンジした作品。
ドラムス則竹裕之の提案によりレコーディング・エンジニアにイエスやレベル42などのアルバムを手掛けたジュリアン・メンデルスゾーンを迎え、ロンドン・レコーディングが実施された。
安藤まさひろは、今作が自身一番のお気に入りアルバムであることを、度々インタビュー等で発言している。

## 収録曲
1. TRIUMPH - 和泉宏隆作曲
2. CROWN AND ROSES - 安藤まさひろ作曲
3. HISTORY - 安藤まさひろ作曲
4. SUNNYSIDE CRUISE - 須藤満作曲
5. SPLASH! - 本田雅人作曲
6. LANDSCAPE - 安藤まさひろ作曲
7. 41, PARTHENIA Rd. - 安藤まさひろ作曲
8. THE AUTUMN OF '75 - 和泉宏隆作曲
9. PRIME TIME - 安藤まさひろ作曲

## 演奏
- 安藤まさひろ：Guitars
- 和泉宏隆：Piano & Keyboards
- 則竹裕之：Drums
- 須藤満：Bass
- 本田雅人：Saxophones, EWI & All Brass Instruments